# Podomorfo

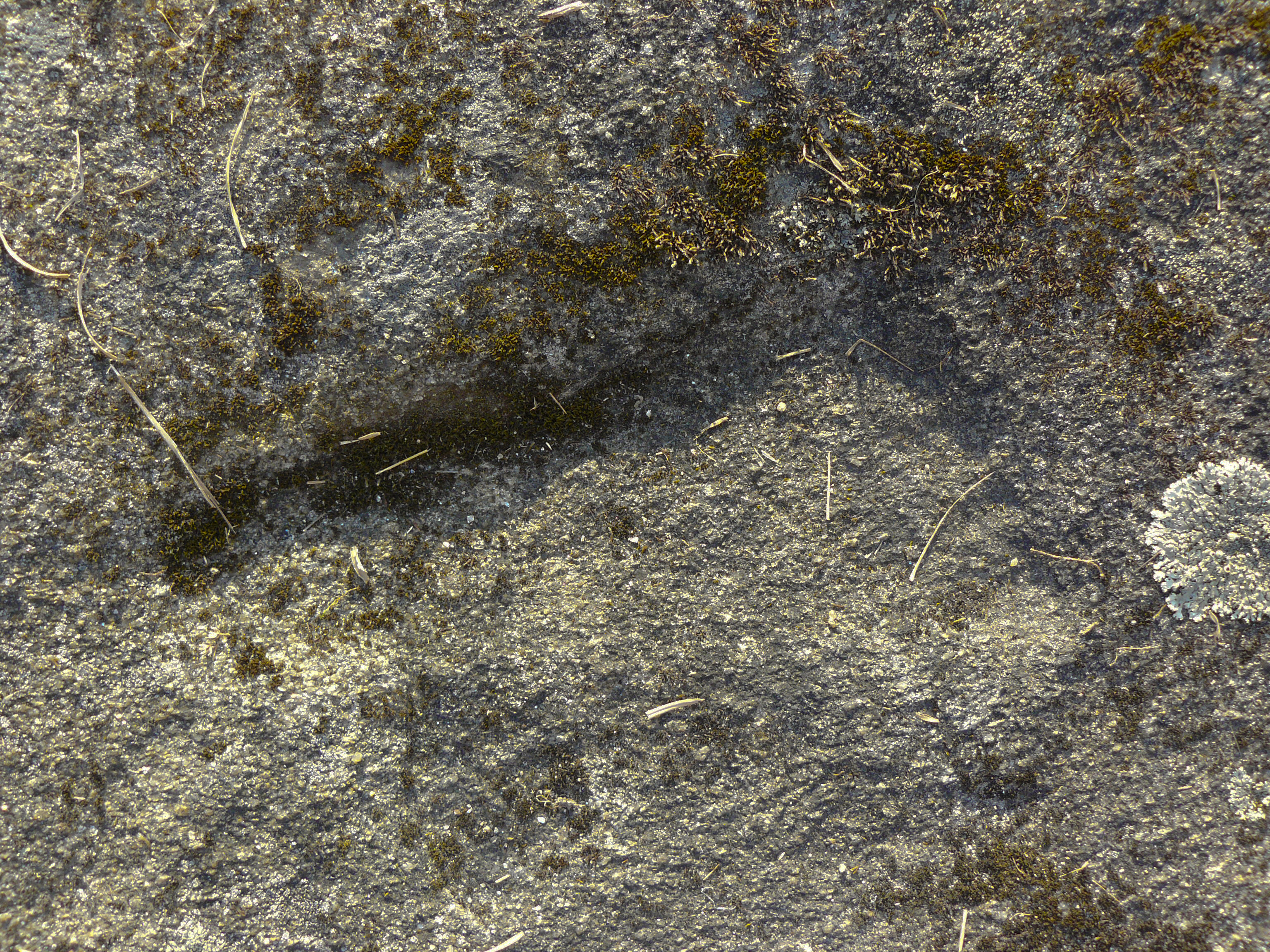
Podomorfo en Chan da Ferradura, Galicia

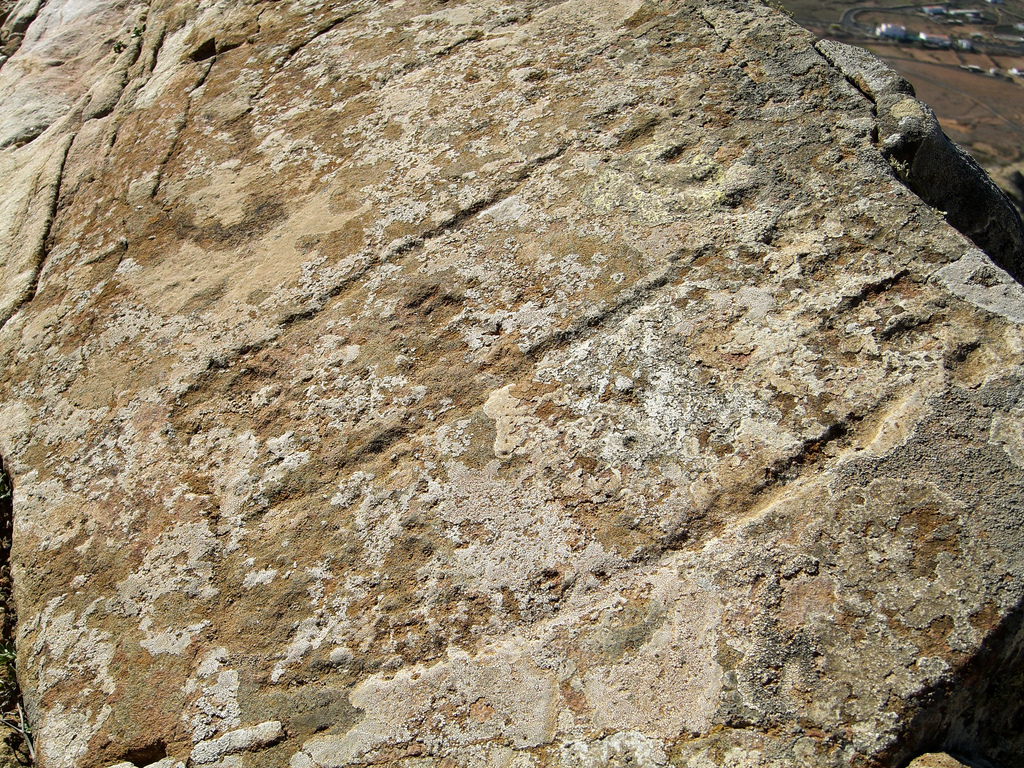
Podomorfos en la montaña de Tindaya, Fuerteventura.

Los podomorfos, también llamados grabados o petroglifos podomorfos, son inscripciones (generalmente en la roca) en forma de pie o de dos o más pies unidos. 

## Podomorfos celtas
En la península ibérica son característicos de las culturas antiguas de Galicia y de Portugal, y en particular de la cultura celta. En Portugal suelen tener una forma redondeada, segmentada o no, y suelen aparecer cerca de los cursos de agua. Su significado exacto todavía está abierto a distintas interpretaciones.

## Podomorfos aborígenes canarios
Los podomorfos también son propios de la cultura  aborigen de Canarias, relacionada con los de la cultura bereber del norte de África. El mayor número de ellos se halla en la montaña de Tindaya (Fuerteventura), con 312 grabados catalogados, aunque también han sido encontrados en otras islas bajo diferentes formas. Entre los yacimientos de las otras islas destaca la Piedra del Majo en Lanzarote. Autores como José Carlos Cabrera Pérez interpretan grabados de otras islas como podomorfos, entre ellos los de los yacimientos de El Julan en El Hierro, el Barranco de Balos en Gran Canaria y El Roque de Bento y El Roquito en Tenerife. 
Los podomorfos canarios mejor identificados tienen forma cuadrangular con trazos separados para representar los dedos, aunque ciertos grabados de formas ovales con o sin digitaciones también son considerados en esta categoría. Los trazos en el interior del contorno del grabado podrían ser una manera esquemática de representar el calzado.